# (38389) 1999 RJ187
1999 RJ187 (asteroide 38389) é um asteroide da cintura principal. Possui uma excentricidade de 0.10054550 e uma inclinação de 7.01803º.
Este asteroide foi descoberto no dia 9 de setembro de 1999 por LINEAR em Socorro.